# A Bullet For Pretty Boy
A Bullet For Pretty Boy, es una banda de metalcore / post hardcore originaria del estado de Texas, Estados Unidos. El nombre lo obtuvieron de un célebre ladrón de bancos, Charles "Pretty Boy" Floyd. En el año 2008, la banda lanza un ep (autoeditado), titulado Beauty in the Eyes of the Beholder. En el año 2009, lanzan un demo llamado Only Time Will Tell, el cual trae una canción del ep anterior, gracias a este demo firmaron con Artery Recordings, y fue ya en el 2010 que dan su primer álbum debut llamado Revision:Revise .

## Discografía
- Beauty In The Eyes Of The Beholder (EP) (2008)

1. "Dial M For Murder"
2. "Bears, Beets, Battlestar Galactica"
3. "The Hope I Confide In"
4. "And Still You Chose Surrender"
5. "This Is My Pale Horse"
6. "Beauty In The Eyes Of The Beholder"

- Only Time Will Tell (Demo) (2009)

1. "Beauty In The Eyes of The Beholder (Alternate Version)"
2. "Only Time Will Tell"
3. "Windows"
4. "I Will Destroy The Wisdom of The Wise"

- Revision:Revise (2010)

1. "The Deceiver"
2. "Revision:Revise"
3. "Decisions"
4. "Patterns"
5. "Only Time Will Tell"
6. "Voices and Vessels"
7. "Tides"
8. "Windows"
9. "Vita Nova"
10. "I Will Destroy the Wisdom of the Wise"

- Symbiosis (2012)

1. "Red Medic"
2. "Forgiven Not Forgotten"
3. "Come Clean"
4. "White Noise"
5. "Illumination"
6. "The Grateful Prey"
7. "De(V)Tails"
8. "Reptilian Tongue"
9. "Obstruct"
10. "Self-Disclosure"